# Bathychloeia balloniformis
Bathychloeia balloniformis is een borstelworm uit de familie Amphinomidae. Het lichaam van de worm bestaat uit een kop, een cilindrisch, gesegmenteerd lichaam en een staartstukje. De kop bestaat uit een prostomium (gedeelte voor de mondopening) en een peristomium (gedeelte rond de mond) en draagt gepaarde aanhangsels (palpen, antennen en cirri).
Bathychloeia balloniformis werd in 2009 voor het eerst wetenschappelijk beschreven door Böggemann.